# Јасмина Новокмет
Јасмина Новокмет (Приштина, 8. септембар 1969) српски je диригент и ванредни професор за ужу уметничку област Дириговање на Факултету уметности Универзитета у Приштини.

## Образовање
Јасмина Новокмет је дипломирала на Факултету уметности у Приштини, у класи маестра Јована Шајновића, код кога је наставила и постдипломске студије на истом факултету. Добитник је награде Истакнути студент, коју ректор Универзитета у Приштини једанпут годишње додељује најбољим студентима Универзитета.

## Уметничка каријера
У периоду 1990-1999. Јасмина Новокмет делује у Приштини као уметнички руководилац Градског камерног оркестра и пет хорова: Средње музичке школе, Факултета уметности, Градског дечјег хора, Омладинског градског хора, Црквеног хора. Такође је сарађивала и са Нишким симфонијским оркестром и Оркестром Војске Југославије. Са овим ансамблима је остварила преко 1000 наступа и снимања за радио и телевизију. Године 1999. бива принуђена да, са осталим Србима, напусти Приштину, након чега се посвећује раду са Хором Факултета уметности у Варварину (1999-2001), односно Звечану (од 2001. године). У том периоду остварује сарадњу и са другим ансамблима у земљи у својству гостујућег диригента, а 2009. године постаје диригент Црквеног хора из Косовске Митровице.
Хорови којима је дириговала освајали су највише награде на такмичењима у земљи и иностранству.
Добитник је више признања за свој целокупни уметнички рад.

## Педагошки рад
Јасмина Новокмет је започела свој педагошки рад у Музичкој школи "Стеван Мокрањац" у Приштини. Од 1995. године предаје на Факултету уметности Универзитета у Приштини, где тренутно у звању ванредног професора држи наставу из предмета Дириговање, Хор и Свирање хорских партитура.
Са успехом је вршила и дужност продекана Факултета уметности.